# I-124
I-124 — підводний човен Імперського флоту Японії, який взяв участь у бойових діях Другої світової війни. Споруджений як І-24, корабель 1 червня 1938-го був перейменований на І-124, щоб звільнити нумерацію для нових крейсерських підводних човнів.

### Загальна інформація
Корабель спорудили у 1928 році на верфі компанії Kawasaki в Кобе. Він належав до типу Kiraisen (тип I-121), який в основному повторював проєкт германського підводного човна SM U-125 (тип UE II), що був отриманий Японією в межах репарацій після завершення Першої світової війни. Можливо відзначити, що тип Kiraisen став першим і єдиним типом підводних мінних загороджувачів Імперського флоту.
У вересні 1937-го, невдовзі після початку Другої японо-китайської війни, I-24 брав участь у блокаді узбережжя Південного Китаю.
У травні 1940-го корабель пройшов певну модифікацію та дістав можливість транспортувати 15 тонн авіаційного пального для заправки в морі літаючих човнів Kawanishi H6K «Mavis» (ці чотиримоторні літаки призначались для ведення дальньої розвідки, і японське командування бажало ще збільшити радіус їхньої дії). За потреби резервуари з пальним розміщували у відсіку для мін.

## Перший похід
На момент вступу Японії у Другу світову війну I-124 належав до 9-ї дивізії підводних човнів. При цьому в листопаді 1941-го корабель прибув до порту Самах (острів Хайнань), а 1 грудня вийшов звідси та попрямував до Філіппін, де 7 грудня виставив 39 мін у районі Манільської бухти. 10 січня 1942-го на цьому мінному загородженні загинув пароплав Daylite (1976 GRT).
Далі човен перейшов у район розташованих за кілька десятків кілометрів на південний захід островів Лубанг, де виконував допоміжні функції під час перших авіанальотів на Манілу (метеозведення, готовність до порятунку пілотів, які могли бути збиті). 10 грудня 1941-го I-124 перебував уже майже за три сотні кілометрів північніше. Цього дня біля західного узбережжя Лусону човен потопив британський пароплав SS Hareldawins (1523 GRT), що прямував з Гонконгу. У підсумку I-124 попрямував до бухти Камрань (узбережжя Центрального В'єтнаму), куди прибув 14 числа.

## Другий похід
18 грудня I-124 знову вийшов з Камрані до Філіппін та певний час патрулював біля входу до Манільської бухти, після чого пройшов південніше в море Сулу. В цьому поході човен не досягнув якихось успіхів та 31 грудня завершив його на півдні філіппінського острова Мінданао у Давао (японський десант висадився тут ще 20 грудня).

## Третій похід
10 січня 1942-го I-124 вийшов з Давао і попрямував до Австралії, де 16 січня виставив 27 мін у районі порту Дарвін.
19 січня 1942-го з I-124 надійшла остання радіограма, в якій повідомлялось про прибуття до Дарвіну кількох транспортів у супроводі есмінця. Наступного дня в затоці Бігль (північніше від Дарвіну) однотипний з I-124 підводний човен I-123 провів безрезультатну торпедну атаку, після чого австралійці вислали з Дарвіну на полювання за ворожими субмаринами три корвети. Один з них — HMAS Deloraine — невдовзі після опівдня 20 січня був атакований I-124 і заледве зміг ухилитись, торпеда пройшла всього за кілька метрів від його корми. У відповідь Deloraine провів одна за одною дві контратаки глибинними бомбами, після чого ніс японського підводного човна з'явився над поверхнею. Хоча I-124 негайно занурився, ще одна глибинна бомба з корвета вибухнула лише за кілька метрів від його перископу і в той же район скинув свою бомбу австралійський літак. На поверхні з'явились нафтові плями та повітряні пухирі, а Deloraine провів ще кілька скидань глибинних бомб. За кілька годин потому атаки глибинними бомбами також провели два інші корвети та американський есмінець. 26 січня австралійські водолази спустились на дно та виявили японський підводний човен.

## Бойовий рахунок
| Дата                 | Назва       | Тип      | Тоннаж | Місце                           |
| 10.12.1941           | Hareldawins | вантажне | 1523   | біля західного узбережжя Лусона |
| 10.01.1942 (на міні) | Daylite     |          | 1976   | біля входу до Манільської бухти |